# Syncephalis leadbeateri
Syncephalis leadbeateri är en svampart som beskrevs av Bawcutt 1983. Syncephalis leadbeateri ingår i släktet Syncephalis och familjen Piptocephalidaceae.   Inga underarter finns listade i Catalogue of Life.